# آدامز (اکلاهما)
اآدامز (به انگلیسی: Adams, Oklahoma) یک محدوده ثبت‌نشده در ایالات متحده آمریکا است که در اکلاهما واقع شده‌است.

## خصوصیات
ادامز ۱۸۲ نفر جمعیت دارد.